# Otinotus atlas
Otinotus atlas är en insektsart som beskrevs av Capener 1954. Otinotus atlas ingår i släktet Otinotus och familjen hornstritar. Inga underarter finns listade i Catalogue of Life.